# Trophée Lalique de 1999
Trophée Lalique de 1999 foi a décima terceira edição do Trophée Lalique, um evento anual de patinação artística no gelo organizado pela Federação Francesa de Esportes no Gelo (em francês:  Federation Française des Sports de Glace), e que fez parte do Grand Prix de 1999–00. A competição foi disputada entre os dias 18 de novembro e 20 de novembro, na cidade de Paris, França.

## Eventos
- Individual masculino
- Individual feminino
- Duplas
- Dança no gelo

## Medalhistas
| Evento                        | Ouro                                        | Prata                                           | Bronze                                           |
| Individual masculino detalhes | Alexei Yagudin · Rússia                     | Vincent Restencourt · França                    | Ivan Dinev · Bulgária                            |
| Individual feminino detalhes  | Maria Butyrskaya · Rússia                   | Viktoria Volchkova · Rússia                     | Sarah Hughes · Estados Unidos                    |
| Duplas detalhes               | Sarah Abitbol · Stéphane Bernadis · França  | Tatiana Totmianina · Maksim Marinin · Rússia    | Dorota Zagorska · Mariusz Siudek · Polônia       |
| Dança no gelo detalhes        | Marina Anissina · Gwendal Peizerat · França | Barbara Fusar-Poli · Maurizio Margagli · Itália | Margarita Drobiazko · Povilas Vanagas · Lituânia |

## Resultados

### Individual masculino
| Pos.              | Nome                | Nacionalidade  | Pontos | PC | PL |
| ----------------- | ------------------- | -------------- | ------ | -- | -- |
| Medalha de ouro   | Alexei Yagudin      | Rússia         | 1.5    | 1  | 1  |
| Medalha de prata  | Vincent Restencourt | França         | 4.5    | 5  | 2  |
| Medalha de bronze | Ivan Dinev          | Bulgária       | 5.0    | 4  | 3  |
| 4                 | Laurent Tobel       | França         | 5.5    | 3  | 4  |
| 5                 | Michael Weiss       | Estados Unidos | 6.0    | 2  | 5  |
| 6                 | Jayson Dénommée     | Canadá         | 9.0    | 6  | 6  |
| 7                 | Frédéric Dambier    | França         | 11.0   | 8  | 7  |
| 8                 | Jan Čejvan          | Eslovênia      | 11.5   | 7  | 8  |
| 9                 | Patrik Meier        | Suíça          | 13.5   | 9  | 9  |
| 10                | Andre Kaden         | Alemanha       | 15.0   | 10 | 10 |
| 11                | Noaki Shigematsu    | Japão          | 16.5   | 11 | 11 |

### Individual feminino
| Pos.              | Nome                    | Nacionalidade  | Pontos | PC | PL |
| ----------------- | ----------------------- | -------------- | ------ | -- | -- |
| Medalha de ouro   | Maria Butyrskaya        | Rússia         | 1.5    | 1  | 1  |
| Medalha de prata  | Victoria Volchkova      | Rússia         | 3.0    | 2  | 2  |
| Medalha de bronze | Sarah Hughes            | Estados Unidos | 4.5    | 3  | 3  |
| 4                 | Jennifer Robinson       | Canadá         | 8.5    | 9  | 4  |
| 5                 | Sanna-Maija Wiksten     | Finlândia      | 9.0    | 8  | 5  |
| 6                 | Diána Póth              | Hungria        | 9.0    | 6  | 6  |
| 7                 | Fumie Suguri            | Japão          | 10.5   | 5  | 8  |
| 8                 | Brittney McConn         | Estados Unidos | 12.0   | 10 | 7  |
| 9                 | Sephanie Von der Thusen | Alemanha       | 15.0   | 12 | 9  |
| 10                | Yulia Vorobieva         | Azerbaijão     | 15.5   | 11 | 10 |

### Duplas
| Pos.              | Nome                                      | Nacionalidade  | Pontos | PC | PL |
| ----------------- | ----------------------------------------- | -------------- | ------ | -- | -- |
| Medalha de ouro   | Sarah Abitbol / Stéphane Bernadis         | França         | 1.5    | 1  | 1  |
| Medalha de prata  | Tatiana Totmianina / Maksim Marinin       | Rússia         | 3.5    | 3  | 2  |
| Medalha de bronze | Dorota Zagorska / Mariusz Siudek          | Polônia        | 5.0    | 4  | 3  |
| 4                 | Kyoko Ina / John Zimmerman                | Estados Unidos | 5.0    | 2  | 4  |
| 5                 | Kristy Sargeant / Kris Wirtz              | Canadá         | 7.5    | 6  | 6  |
| 6                 | Tiffany Scott / Philip Dulebohn           | Estados Unidos | 9.0    | 6  | 6  |
| 7                 | Yulia Obertas / Dimitry Palamarchuk       | Ucrânia        | 10.5   | 7  | 7  |
| 8                 | Valerie Saurette / Jean-Sébastien Fecteau | Canadá         | 12.0   | 8  | 8  |
| 9                 | Marina Khalturina / Valerly Artyuchov     | Cazaquistão    | 14.0   | 10 | 9  |
| 10                | Katarina Rybkowski / Rico Rex             | Alemanha       | 14.5   | 9  | 10 |

### Dança no gelo
| Pos.              | Nome                                    | Nacionalidade  | Pontos | DC | DO | DL |
| ----------------- | --------------------------------------- | -------------- | ------ | -- | -- | -- |
| Medalha de ouro   | Marina Anissina / Gwendal Peizerat      | França         | 2.0    | 1  | 1  | 1  |
| Medalha de prata  | Barbara Fusar-Poli / Maurizio Margagli  | Itália         | 4.0    | 2  | 2  | 2  |
| Medalha de bronze | Margarita Drobiazko / Povilas Vanagas   | Lituânia       | 6.0    | 3  | 3  | 3  |
| 4                 | Sylwia Novak / Sebastian Kolasiński     | Polônia        | 8.0    | 4  | 4  | 4  |
| 5                 | Naomi Lang / Peter Tchernyshev          | Estados Unidos | 10.0   | 5  | 5  | 5  |
| 6                 | Galit Chait / Sergei Sakhnovsky         | Israel         | 12.0   | 6  | 6  | 6  |
| 7                 | Isabelle Delobel / Olivier Schoenfelder | França         | 14.0   | 7  | 7  | 7  |
| 8                 | Megan Wing / Aaron Lowe                 | Canadá         | 16.0   | 8  | 8  | 8  |
| 9                 | Eliane Hugentobler / Daniel Hugentobler | Suíça          | 18.0   | 9  | 9  | 9  |
| 10                | Charlotte Clements / Gary Shortland     | Reino Unido    | 20.0   | 10 | 10 | 10 |

## Quadro de medalhas
| Ordem | País           | Medalha de ouro | Medalha de prata | Medalha de bronze |    | Ordem por total |
| ----- | -------------- | --------------- | ---------------- | ----------------- | -- | --------------- |
| 1     | Rússia         | 2               | 2                |                   | 4  | 1               |
| 2     | França         | 2               | 1                |                   | 3  | 2               |
| 3     | Itália         |                 | 1                |                   | 1  | 3               |
| 4     | Bulgária       |                 |                  | 1                 | 1  | 3               |
| 4     | Estados Unidos |                 |                  | 1                 | 1  | 3               |
| 4     | Lituânia       |                 |                  | 1                 | 1  | 3               |
| 4     | Polônia        |                 |                  | 1                 | 1  | 3               |
| TOTAL | TOTAL          | 4               | 4                | 4                 | 12 | —               |